# Spinacopia bisetula
Spinacopia bisetula is een mosselkreeftjessoort uit de familie van de Sarsiellidae. De wetenschappelijke naam van de soort is voor het eerst geldig gepubliceerd in 1969 door Kornicker.